# Esther Rabasa Grau
Esther Rabasa Grau é a embaixadora de Andorra nos países BeNeLux, Bélgica, Países Baixos e Luxemburgo.  Ela também é Representante Permanente na União Europeia, Conselho da Europa (até 2019), bem como na Organização para a Proibição de Armas Químicas.